# Ondřej Schrutz
Ondřej Schrutz (25. listopadu 1865 Rodvínov – 28. prosince 1932 Praha) byl český lékař, profesor Univerzity Karlovy, odborník na epidemiologii a dějiny lékařství.

## Život

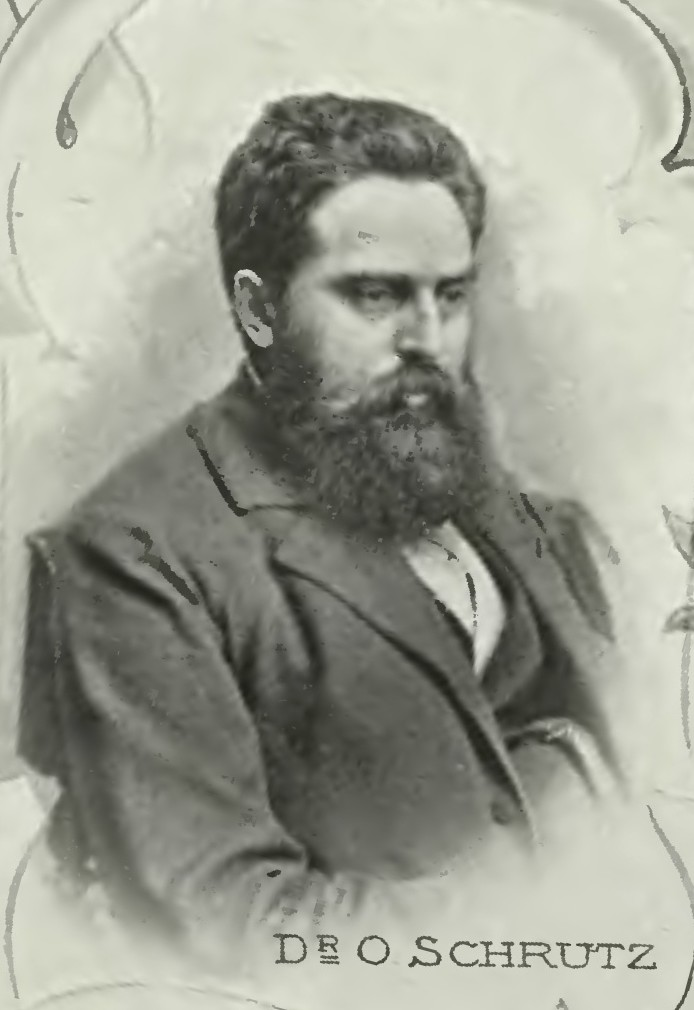
Ondřej Schrutz v Národním albu z roku 1899

Narodil se 25. listopadu 1865 v Rodvínově u Jindřichova Hradce. Roku 1884 maturoval na jindřichohradeckém gymnáziu. Ve studiu pokračoval na české lékařské fakultě Univerzity Karlovy kde promoval 29. listopadu 1890.
V letech 1888-95 byl asistentem v ústavu pro normální anatomii. Roku 1894 se stal docentem plastické anatomie při malířské (později výtvarné) akademii a o rok později i v umělecko-průmyslové škole. Roku 1896 se habilitoval na české lékařské fakultě pro dějiny lékařství a epidemiologii. Roku 1899 získal titul mimořádného profesora.
Byl rovněž notářem lékařského sboru doktorů v Praze. Uskutečnil několik stáží v Itálii, Německu a Rusku.
Roku 1920 byl jmenován řádným profesorem. Inicioval vznik Ústavu dějin lékařství při lékařské fakultě a od r. 1924 stál v jeho čele. Ve školním roce 1929-30 zastával funkci děkana lékařské fakulty.
Zemřel 28. prosince 1932 v Praze na zápal plic, téměř přesně rok po úmrtí své manželky.

## Dílo
Zabýval se hlavně dějinami antické, středověké a islámské medicíny. Soustředil se zejména na dílo Hippokrata a jeho následovníků.
Samostatně vyšly např. tyto jeho práce:
- Přehled anatomie člověka (1892 s reedicemi)
- Hippokratovské názory: o původu, skladbě a výkonech těla lidského (1895)
- O vzduchu, vodách a místech (1896 s dalšími reedicemi), překlad Hippokrata
- Anatomické a fysiologické spisy sbírky Hyppokratovské (1897)
- Stručný náčrtek základních nauk Hippokratových (1898)
- Hippokratovy aforismy (1899)
- Knížka o zachování dobrého zdraví školy Salernské (1900)
- O Hippokratovské diaetetice v nemocech, zvláště prudce probíhajících (1907)
- Dějiny lékařství (1910)

Publikoval rovněž v časopisech (např. studie Die Medizin der Araber, uveřejněná v Handbuch der Geschichte der Medizin v Jeně r. 1902, popř. Ukázka zdravotních poměrů v Čechách za Karla IV. a Václava IV. v České revue r. 1898 nebo řada článků v Časopise českých lékařů).
Přispíval do Ottova slovníku naučného pod značkou Srz.